# The Black Archives
The Black Archives is een archief rond zwart erfgoed, gevestigd in Amsterdam. Het bestaat uit verschillende boekencollecties, archieven en artefacten die de nalatenschap zijn van zwarte schrijvers en wetenschappers. The Black Archives geeft ook advies en lezingen en organiseert evenementen en exposities. Formeel valt The Black Archives onder de stichting New Urban Collective. Medewerkers zijn onder anderen Jessica de Abreu, Camille Parker en Rudy Asibey.

## Geschiedenis
Mitchell Esajas en Jessica de Abreu, die elkaar leerden kennen aan de Vrije Universiteit (Amsterdam), waren in 2011 twee van de oprichters van het New Urban Collective, een vereniging voor biculturele studenten die vonden dat er op de universiteit te weinig aandacht was voor onderwerpen als kolonialisme en slavernij. Ze raakten in 2014 betrokken bij de actiegroep Kick Out Zwarte Piet. In 2015 richtten zij samen met Miguel en Thiemo Heilbron The Black Archives op. De eerste boekencollectie was de nalatenschap van sociaal wetenschapper Waldo Heilbron, die als socioloog aan de Universiteit van Amsterdam onderzoek deed naar post-kolonialisme, de trans-Atlantische slavenhandel en haar erfenis, racisme en geschiedschrijving.
Een jaar later verhuisde The Black Archives van een pand in Noord naar het Hugo Olijfveldhuis aan de Zeeburgerdijk in Amsterdam, waar Vereniging Ons Suriname gevestigd is. De eigen collectie en het archief van het al sinds 1919 bestaande Ons Suriname werden samengevoegd. Sindsdien zijn er meer collecties bij gekomen. In augustus 2020 is The Black Archives Bijlmer geopend in Amsterdam-Zuidoost. Na even terug te zijn geweest aan de Zeeburgerdijk moest het in 2024 opnieuw verhuizen; het gebouw wordt heringericht tot Suriname Museum; het archief verhuisde voor twee jaar naar een winkelruimte in winkelcentrum Amsterdamse Poort.
In 2022 heeft The Black Archives een historisch unicum behaald door als enig Nederlands collectief volledig bestaand uit Nederlanders van kleur deel te nemen aan Documenta 15.

## Muurschildering
Naast de ingang van het Hugo Olijfveldhuis zijn de Surinaamse en zwarte helden Anton de Kom, Perez Jong Loy, Cindy Kerseborn, Sophie Redmond en Hugo Kooks afgebeeld op een muurschildering door Dewy Elsinga en Hedy Tjin, De muur van Surinaamse en zwarte helden. Deze muurschildering werd op 3 december 2020 beklad met witte verf en stickers met de tekst Roetveeg Piet = Genocide.

## Onderscheidingen
In 2017 kregen De Abreu en Esajas de Black Achievement Awards voor The Black Archives. In 2018 kreeg The Black Archives de Amsterdamprijs voor de Kunst.